# Burgenfreunde beider Basel
Unter dem Namen Burgenfreunde beider Basel besteht ein Verein nach Schweizer Recht, der sich der Burgenkunde sowie der Geschichte, Architektur und Archäologie von der Antike bis in die Moderne widmet.

## Ziele und Aufgaben
Der Verein der «Burgenfreunde beider Basel» fördert die Kenntnis der Burgenkunde und der Geschichte durch
- die Veranstaltung von Vorträgen, Kurzpräsentationen und Exkursionen sowie durch
- die Unterstützung von Bestrebungen, die Burgen und Ruinen in der Region Basel zu bewahren und wissenschaftlich zu erforschen.

Die «Burgenfreunde» besitzen das bis Mitte der 90er Jahre aufgebaute Schweizerische Burgenarchiv, das Dokumentationen der Burgenkundler Eugen Dietschi-Kunz, Max Alioth und Eugen Probst, wissenschaftliche Materialien von Werner Meyer, eine Zeitungsartikelsammlung sowie Plan- und Bildmaterial umfasst. Das Burgenarchiv wird als Depositum im Staatsarchiv des Kantons Basel-Landschaft aufbewahrt. Der dazugehörende ebenfalls abgeschlossene burgenkundliche Bibliotheksbestand befindet sich in der Kantonsbibliothek Baselland und trägt die Grundsignatur BF. 

## Geschichte
Bereits 1894/95 wurde in Basel ein loser Verein gegründet, der die Suche nach Ruinen in der Umgebung Basels zum Ziele hatte.
Auf dem Höhepunkt der dritten Epoche des Heimatstils formierte sich am 19. September 1931 der Verein der Burgenfreunde beider Basel als Abspaltung des 1927 gegründeten Schweizerischen Burgenvereins. Obwohl zu Beginn nur ein Dutzend Mitglieder dazu gehörten, nahm der Verein sofort die Unterstützung mehrerer Projekte in Angriff. So konnten z. B. die Ruine Farnsburg und die Ruinen auf dem Wartenberg und später auch das Schloss Bottmingen von dieser Unterstützung profitieren.
Die Vereinsarbeit verschob sich sehr stark auf die Motivation und Wissensvermittlung, als in der 2. Hälfte des 20. Jahrhunderts staatliche Organisationen auch bei Burgen und Schlössern die denkmalpflegerische Arbeit übernahmen. In dieser Zeit wurde, dank Motivation und Unterstützung von Eugen Dietschi-Kunz an der Jahresversammlung der Burgenfreunde 1943, der Aufbau des Schweizerischen Burgenarchivs in Angriff genommen: Das von Dietschi-Kunz gesammelte Material wurde schon bald ergänzt durch die Übergabe ganzer Sammlungen von Material bekannter Burgenkundler.
Von 1949 bis 1958 gab der Verein die Schriftenreihe der Burgenfreunde beider Basel heraus. Die Mitglieder Christian Adolf Müller, Eugen Dietschi-Kunz und Alvin Eduard Jäggli veröffentlichten darin Monografien oder Sonderabdrucke über die  Burg Rötteln, die Burg Rotberg, über Monvoie und die Ruine Sternenberg.

## Organisation
Die Geschäfte des Vereins der Burgenfreunde beider Basel werden vom Präsidenten und einem Vorstand geführt:
- Der Präsident zeichnet verantwortlich für den Verein der Burgenfreunde beider Basel sowie für das Schweizerische Burgenarchiv.
- Die Vorstandsmitglieder unterstützen den Präsidenten bei der operativen Führung des Vereins in den Ressorts Mitglieder, Veranstaltungen, Buchhaltung etc. Das Burgenarchiv wird von der Archivkommission, einem Ausschuss aus dem Vorstand, betreut.

### Präsidenten
- Max Ramstein (erster Obmann ab 1931)
- August Hégéle
- Werner Meyer (bekannt als Burgen-Meyer)
- Andrea Frost-Hirschi
- Doris Huggel
- Christoph Philipp Matt
- Jan Müller
- Verena Bider (2022–2025)
- Roger Fatton (2025–)

## Veranstaltungen
Die Burgenfreunde beider Basel organisieren jährlich ein Programm von Exkursionen, Vorträgen und Diskussionsabenden, um die Wissensvermittlung weiterzutreiben, die für die Unterstützung von burgenorientierten Projekten nötige Vernetzung aufzubauen und die Geselligkeit zu pflegen. Dank der Unterstützung durch staatliche Stellen wie der Kantonsarchäologie, einzelner Gemeinden und privater Burgenbesitzer können an diesen Veranstaltungen Einblicke in Gebäude gewährt werden, die sonst verschlossen sind. Dabei werden Burgen, Schlösser und neuere Wehrbauten nicht nur im architektonischen und historischen Bereich behandelt, sondern es werden auch Informationen über Leben, Kultur und Kunst der betreffenden Epochen vermittelt.